# Haloschizopera marmarae
Haloschizopera marmarae är en kräftdjursart som beskrevs av Noodt 1955. Haloschizopera marmarae ingår i släktet Haloschizopera och familjen Diosaccidae. Inga underarter finns listade i Catalogue of Life.